# 王紹
王 紹（おう しょう、743年 - 815年）は、唐代の官僚・政治家。もとの名は純。字は徳素。本貫は京兆府万年県。

## 経歴
工部員外郎の王端の子として生まれた。王純は若くして顔真卿に器量を重んじられ、その推薦により武康県尉に任じられた。蕭復が常州刺史となると、王純はその下で従事となった。包佶が租庸塩鉄使となると、王純はその下で判官をつとめた。ときに淮西節度使の李希烈が反乱を起こしており、江淮の租税を輸送するのは困難であったが、王純は潁州から汴州に入る道を切り開いた。王純は徳宗のもとに訪れようとしたが、徳宗が梁州に避難していたため、王純は金州・商州の道を通って洋州に出て、行在に赴いた。王純が江淮の物資を届けて朝廷の危難を助けたので、徳宗に労をねぎらわれ、深く頼りにされた。
貞元年間、王純は倉部員外郎となった。戸部郎中・兵部郎中を歴任した。貞元13年（797年）2月、判戸部となった。7月、戸部侍郎に任じられた。貞元16年（800年）2月、判度支となった。貞元18年（802年）、戸部尚書に進んだ。貞元21年（805年）、順宗が即位し、王叔文が政権を握ると、王純は兵部尚書に任じられた。永貞元年（同年）、王純は憲宗の名と同じだったため、名を紹と改めた。王紹は検校吏部尚書となり、東都留守をつとめた。元和元年（806年）、検校尚書右僕射・徐州刺史・武寧軍節度使に転じた。さらに濠州・泗州の軍を管轄した。元和6年（811年）、長安に召還されて兵部尚書に任じられ、判戸部事を兼ねた。元和9年12月（815年1月）、死去した。享年は72。尚書左僕射の位を追贈された。諡は敬といった。

## 伝記資料
- 『旧唐書』巻123 列伝第73
- 『新唐書』巻149 列伝第74